# ستيفن جوزيف دوناهو
ستيفن جوزيف دوناهو (بالإنجليزية: Stephen Joseph Donahue)‏ هو كاهن كاثوليكي أمريكي، ولد في 10 ديسمبر 1893 في نيويورك في الولايات المتحدة، وتوفي في 17 أغسطس 1982.